# Frösödal
Frösödal är en stadsdel i tätorten Östersund belägen på ön Frösöns sydostligaste del. Frösödal förbinds med fastlandet och byn Sandviken på "Annersia" genom den 1504 meter långa Vallsundsbron. I Frösödal finns många gamla fornlämningar såsom gravhögar och resterna av en fornborg på Öneberget.

## Geografi
Frösödal avgränsas i norr av byn Berge, berget Östberget samt stadsdelen Östberget i form av gränslinjen Räntmästarvägen. I öster och söder av Storsjön med stadsdelen Söder i sydöst på andra sidan vattnet samt i söder på andra sidan Vallsundsbron av Sandviken. I väster av stadsdelen Mjälle. Stadsdelen är, liksom stora delar av Östersund, relativt kuperad och sluttar mot Storsjön som omger halva Frösödal.

## Skolor
- Arnjotskolan[2]
- Förskolan Frösödal[3]